# دراغون فين سوب
دراغون فين سوب (بالإنجليزية: Dragon Fin Soup)‏ ، هي لعبة فيديو إلكترونية من نوع أكشن تقمص الأدوار، صدرت اللعبة في السوق الإلكترونية في شهر نوفمبر سنة 2015م، وتعمل على أنظمة بلاي ستيشن 3 ولينكس ومايكروسوفت ويندوز وغيرها.